# 粉团蔷薇
粉团蔷薇（学名：Rosa multiflora var. cathayensis）为蔷薇科薔薇屬下的一个变种。

## 扩展阅读
- 維基物種上的相關：粉团蔷薇